# Dangerous – The Short Films
Dangerous — The Short Films — колекція відео з альбому американського виконавця Майкла Джексона «Dangerous». Випущено 1993 року лейблом Epic Music Video.

## Список відео
1. «Intro»
2. «Brace Yourself»
3. «Reaction to Black or White»
4. «Black or White»
5. «Black or White: Behind The Scenes»
6. «Grammy Legend Award 1993»
7. «Heal the World» (Super Bowl XXVII halftime version)
8. «Remember the Time: Behind the Scenes»
9. «Remember the Time»
10. «Will You Be There»
11. «In the Closet: Behind the Scenes»
12. «In the Closet»
13. «Ryan White»
14. «Gone Too Soon»
15. «NAACP Image Awards»
16. «Jam: Behind the Scenes»
17. «Jam»
18. «Introduction to Heal the World»
19. «Heal the World»
20. «Give In to Me»
21. «I'll Be There» (Pepsi commercial)
22. «Who Is It»
23. «Dangerous: Behind the Scenes»
24. «Dangerous»
25. «Credits» («Why You Wanna Trip on Me»)

## Сертифікації
| Регіон                                             | Сертифікація  | Продажі  |
| -------------------------------------------------- | ------------- | -------- |
| Аргентина (CAPIF)                                  | Платиновий    | 8000^    |
| Австралія (ARIA)                                   | 2× Платиновий | 30 000^  |
| Німеччина (BVMI)                                   | Платиновий    | 50 000^  |
| Мексика (AMPROFON)                                 | 3× Платиновий | 60 000^  |
| Іспанія (PROMUSICAE)                               | Платиновий    | 25 000^  |
| Велика Британія (BPI)                              | Платиновий    | 50 000^  |
| США (RIAA)                                         | 3× Платиновий | 300 000^ |
| ^відвантаження, що базуються лише на сертифікаціях |               |          |